# Mitoksantron
Mitoksantron – organiczny związek chemiczny, syntetyczny antybiotyk antracyklinowy, pochodna antrachinonu, wykazująca silne działanie przeciwnowotworowe.

## Mechanizm działania
Mitoksantron wiążąc się z DNA, zaburza transkrypcję i translację. Hamuje aktywność topoizomerazy II. In vitro hamuje proliferację limfocytów T, limfocytów B, makrofagów, prezentację antygenów, wydzielanie interferonu γ, TNFα i IL-2.

## Wskazania
W chorobach nowotworowych:
- ostra białaczka szpikowa u dorosłych,
- chłoniaki nieziarnicze,
- rak sutka,
- rak gruczołu krokowego oporny na kastrację,
- białaczka limfoblastyczna oporna na leczenie,
- rak płuc (drobno- i niedrobnokomórkowy),
- rak jajnika,
- rak żołądka,
- rak okrężnicy,
- czerniak.

Stosowany w leczeniu wtórnie postępującej (przewlekłej), postępująco-nawracającej lub pogarszającej się nawracająco-zwalniającej postaci stwardnienia rozsianego.

## Interakcje
Działa synergistycznie z cytarabiną, cisplatyną, cyklofosfamidem, 5-fluorouracylem, metotreksatem, winkrystyną, dakarbazyną.

## Działania niepożądane
Mitoksantron charakteryzuje się słabszym działaniem kardiotoksycznym niż doksorubicyna, ma jednak dużo innych działań niepożądanych.
- Mielotoksyczność (leukopenia, niedokrwistość, małopłytkowość, rzadko ostra granulocytopenia)
- nudności i wymioty o umiarkowanym nasileniu
- biegunka
- zapalenie błony śluzowej jamy ustnej
- utrata włosów
- zaburzenia rytmu serca
- tachykardia
- kardiomiopatia zastoinowa
- reakcje alergiczne
- wtórny brak miesiączki
- anoreksja
- zaparcia
- duszność
- zmęczenie
- gorączka
- krwawienie z przewodu pokarmowego
- zapalenie spojówek
- bezsenność
- splątanie
- stany lękowe
- parestezje
- sinienie skóry i paznokci

## Przedawkowanie
Przedawkowanie przyspiesza i nasila działania niepożądane. Chorzy, którzy otrzymali pojedynczą dawkę 140–180 mg/m² powierzchni ciała i.v. zmarli w ciężkiej leukopenii i sepsie. Nie ma swoistego antidotum, w przypadku przedawkowania zaleca się leczenie objawowe i podtrzymujące. Hemodializa i dializa otrzewnowa są nieskuteczne w usuwaniu mitoksantronu z organizmu.

## Ciąża i laktacja
Kategoria X. Nie wolno stosować mitoksantronu w ciąży. W trakcie leczenia i co najmniej pół roku po zakończeniu terapii zaleca się stosowanie skutecznych metod antykoncepcji. Ponieważ mitoksantron przenika do pokarmu kobiecego, podczas leczenia należy przerwać karmienie piersią.